# Murder on the Campus
Pour plus de détails, voir Fiche technique et Distribution.
Murder on the Campus est un film américain réalisé par Richard Thorpe, sorti en 1933.

## Synopsis
Bill Bartlett, un jeune journaliste, est témoin d'un meurtre qui a eu lieu dans le campanile du campus de l'université. Il va travailler en collaboration avec la police pour démasquer le coupable...

## Fiche technique
- Titre original : Murder on the Campus
- Titre anglais : On the Stroke of Nine
- Réalisation : Richard Thorpe
- Scénario : Andrew Moses, d'après la roman The Campanile Murders de Whitman Chambers
- Direction artistique : Edward C. Jewell
- Photographie : M.A. Anderson
- Son : Pete Clark
- Production : George R. Batcheller
- Société de production : Chesterfield Motion Pictures Corporation
- Société de distribution : Chesterfield Motion Pictures Corporation
- Pays d'origine :  États-Unis
- Langue originale : anglais
- Format : noir et blanc — 35 mm — 1,37:1 — son Mono
- Genre : Film policier
- Durée : 73 minutes
- Dates de sortie :
  - États-Unis : 27 décembre 1933
- Licence : Domaine public

## Distribution
- Shirley Grey : Lillian Voyne
- Charles Starrett : Bill Bartlett
- J. Farrell MacDonald : Capitaine Ed Kyne
- Ruth Hall : Ann Michaels
- Dewey Robinson : Sergent Charlie Lorrimer
- Maurice Black : Blackie Atwater
- Edward Van Sloan : Professeur C. Edson Hawley
- Jane Keckley : Hilda Lund
- Richard Catlett : Wilson